# Bhaktharahalli, Koratagere
Bhaktharahalli là một làng thuộc tehsil Koratagere, huyện Tumkur, bang Karnataka, Ấn Độ.